# Basilica dell'Incoronata Madre del Buon Consiglio
La basilica dell'Incoronata Madre del Buon Consiglio e Regina della Cattolica Chiesa è una delle basiliche di Napoli. Si erge in zona Capodimonte ed è stata realizzata su modello della basilica di San Pietro a Roma sia negli esterni (compresa la cupola) che negli interni, tanto da essere anche conosciuta come "La piccola San Pietro".
Nel piazzale della basilica vi è l'entrata monumentale alle catacombe di San Gennaro, rappresentata da un grande busto del santo alto più di 4 metri, per quindici quintali di peso; l'opera, la più grande del suo genere presente in città, è stata realizzata da Lello Esposito. Accanto al busto, a destra, la fontana della Duchessa, detta così perché voluta dalla duchessa Elena d'Aosta.

## Storia

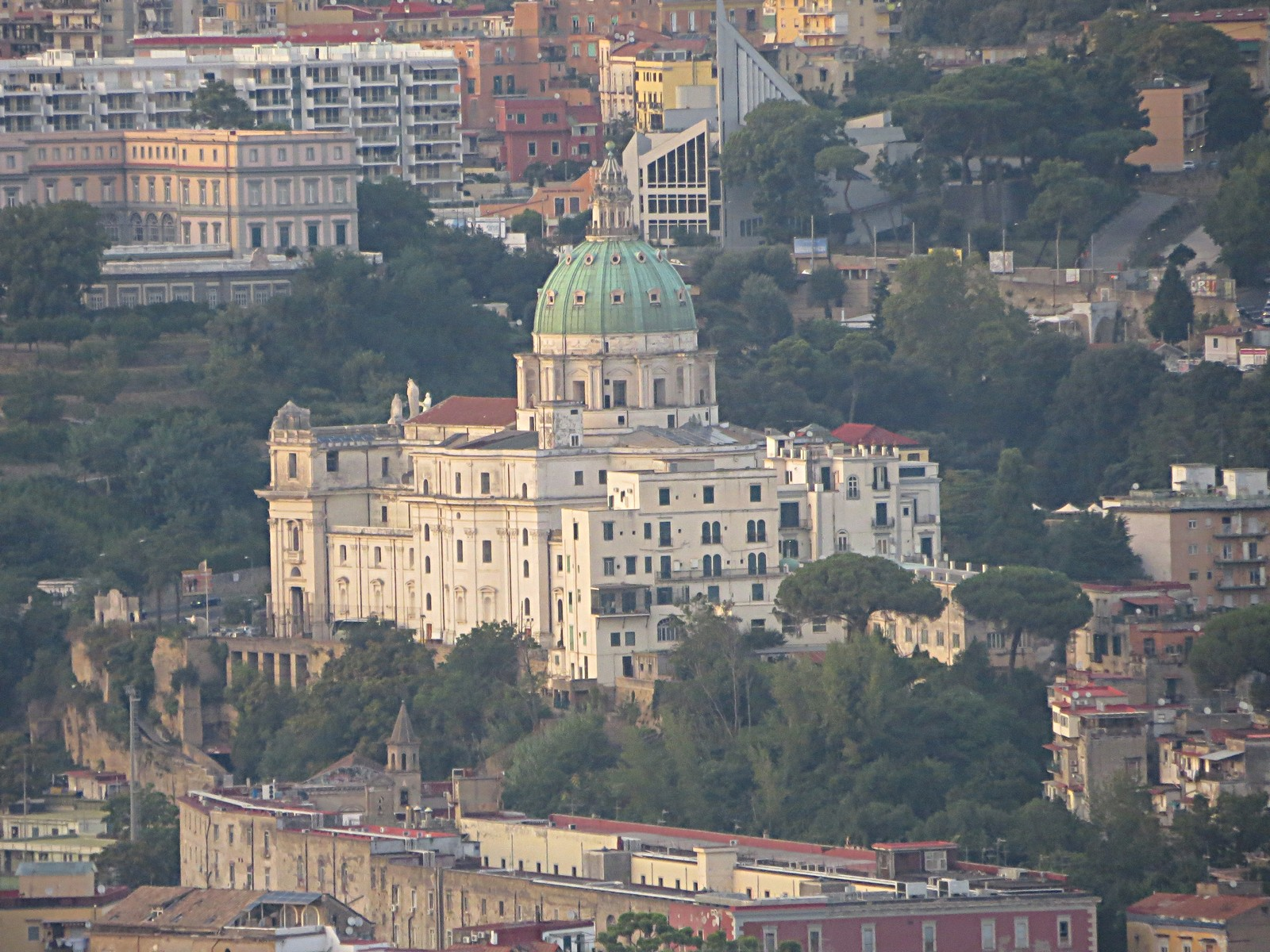
La basilica vista da Largo San Martino

La chiesa fu fortemente voluta da Maria di Gesù Landi.
Nata a Napoli il 21 gennaio 1861, già da bambina dimostrava fervide vocazioni spirituali. Ella si distinse per la sua grande devozione alla Madre del Buon Consiglio di cui, nel 1884, fece dipingere un quadro commissionandolo al pittore Spanò. Fu molto amata dal popolo napoletano a seguito di due miracoli:
- secondo la leggenda nel 1884 mostrò al popolo l'immagine della Madre del Buon Consiglio e l'epidemia di colera che attanagliava Napoli in quel periodo, cessò immediatamente;
- nel 1906, a seguito di un'eruzione del Vesuvio, la città era sotto una densa coltre di cenere e numerosi tetti e solai crollarono; di conseguenza Maria espose il quadro fuori dal balcone di casa e un raggio di sole lo illuminò. Qualche giorno dopo l'eruzione cessò e su Napoli la cenere cominciò a scemare.

Più tardi, ottenne il riconoscimento del culto, l'aggiunta del titolo Regina della Cattolica Chiesa (quest'ultimo suggerito a madre Landi dalla Vergine Maria nel 1910 durante le sue contemplazioni) nonché l'incoronazione del quadro, concessa nel 1912 da papa Pio X. Nel frattempo, i pellegrinaggi all'immagine si susseguirono numerosi e, ben presto venne eretto questo tempio, fatto erigere esattamente dove le aveva chiesto la Vergine: sulla massa tufacea in cui erano state scavate secoli addietro le catacombe di San Gennaro.
La costruzione della basilica, su progetto dell'architetto Vincenzo Veccia, è durata quarant'anni, dal 6 gennaio 1920, quando fu posata la prima pietra, al 26 aprile 1960, giorno della solenne consacrazione, celebrata dal cardinale Alfonso Castaldo. Tuttavia la basilica era fruibile al culto già da vari anni prima della consacrazione.
Maria di Gesù Landi morì il 26 marzo 1931, tuttavia la sua scomparsa non portò all'interruzione dei lavori, che anzi proseguirono. Il 12 giugno 1938 l'effigie della Madre del Buon Consiglio fu portata all'interno della basilica ancora in costruzione.
Nel gennaio del 1980 papa Giovanni Paolo II l'ha elevata alla dignità di basilica minore.
La cultura popolare vuole che durante il sisma del 1980 il busto marmoreo raffigurante la Madonna posto sulla sommità della facciata si staccò, cadendo in piedi e senza subire danni. In realtà la statua, a figura intera, si divise in due parti e la parte superiore, il busto, cadde dal frontone della chiesa sulla scalinata senza ferire nessun passante e si spezzò a sua volta in due parti, il torso (con il Bambino in braccio) e la testa. Una lastra di pietra posta all'ingresso della basilica ricorda l'evento e le vicende successive:

## Descrizione

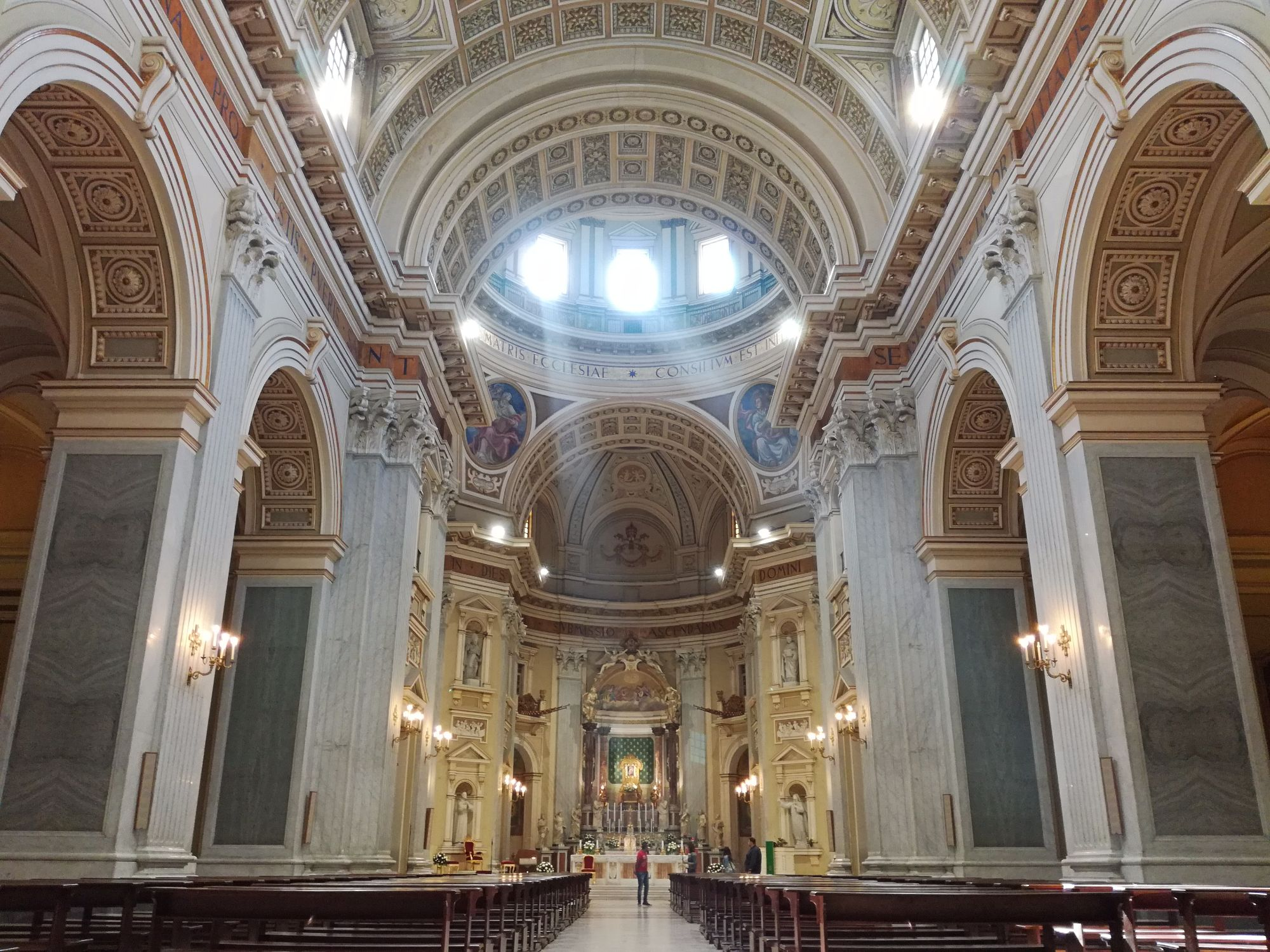
Navata centrale

Il tempio ha custodito momentaneamente dipinti provenienti da altre chiese della città dopo il terremoto dell'Irpinia del 1980. Inoltre possiede opere provenienti da chiese in passato demolite o pericolanti. Il più chiaro esempio è dato dalle otto statue raffiguranti gli Apostoli poste sul settecentesco altare maggiore, sei delle quali sono opera di Michelangelo Naccherino, mentre le rimanenti due sono opere di Pietro Bernini e Francesco Cassano. Sono tutte provenienti dalla demolita chiesa di San Giovanni dei Fiorentini al rione Carità.
Sulla controfacciata sono presenti l'Incoronazione della Vergine di Giovanni Battista Beinaschi, proveniente dalla chiesa di Santa Maria delle Grazie a Caponapoli, al centro, a sinistra la Natività di Giovanni Balducci, a destra la Deposizione di Marco Pino. Nelle cappelle e nelle navate laterali sono visibili importanti quadri come Sant'Antonio di Carlo Sellitto, proveniente dalla demolita chiesa di San Nicola alla Dogana, Santa Maria Maddalena della scuola di Andrea Vaccaro, l'Estasi di san Nicola di Giuseppe Simonelli, proveniente dalla chiesa di San Nicola dei Caserti, una Vergine attorniata da apostoli di Fabrizio Santafede, una Trinità con le Sante Chiara, Rosa da Viterbo e l'Arcangelo Michele di Nicola Maria Rossi, una Morte di San Giuseppe di Francesco Solimena. Anche molti elementi architettonici quali altari e paliotti sono provenienti da altre chiese.
Alcune cappelle ospitano le tombe delle principesse di casa Savoia e duchesse d'Aosta Elena e Anna d'Orléans (nella cappella della Pietà, consacrata nel 1951 alla presenza della duchessa Anna), dei cardinali Alessio Ascalesi, Corrado Ursi e Michele Giordano e di Maria di Gesù Landi.
Durante la costruzione della chiesa, sono state utilizzate anche alcune colonne marmoree provenienti dalla demolizione del porticato della vecchia Stazione Centrale.

### Organi a canne
Nella basilica si trova l'organo a canne Tamburini opus 499, costruito nel 1964.
Lo strumento, a trasmissione elettrica, ha tre tastiere di 61 note ciascuna e pedaliera concavo-radiale di 32. Il materiale fonico è interamente situato nell'ambulacro tra l'abside e il transetto di sinistra, ad eccezione del registro Tromba orizzontale 8', che invece si trova nell'abside, ai due lati dell'altare.
Nella chiesa si trova anche un organo positivo barocco costruito nel 1769 da Domenico Antonio Rossi. Lo strumento è a trasmissione meccanica ed ha un'unica tastiera di 45 (Do1-Do5) note con prima ottava scavezza, senza pedaliera.